# Вулиця Кочани
Вулиця Кочани (нім. Koczany) — вулиця що знаходиться в селі Нова Кам'янка.
Вулиця Кочани була приєднана до села Камʼянка-Нова (з 1946р. Нова Кам'янка) в 1939 році з приходом на землі Західної України радіянської влади.
До 1939 року Кочани входили до Кам'янки Волоської
Також Кочани зустрічались на мапах Галичини та Володимирії Фрідріха Фон Міґа як «Koczany»